# Дзвінкий зубний несибілянтний африкат
Дзвінкий зубний несибілянтний африкат — приголосний звук, що зустрічається в деяких людських мовах. У Міжнародному фонетичному алфавіті представляється наступними символами: ⟨d͡ð⟩, ⟨d͜ð⟩, ⟨d̪͡ð⟩, ⟨d̟͡ð⟩.
Цей звук часто є алофоном /ð/.

## Особливості
- Спосіб творення — несибілянтний африкат.
- Місце творення — зубне, тобто він артикулюється язиком проти верхніх і/або нижніх зубів.
- Тип фонації — дзвінка, тобто голосові зв'язки вібрують від час вимови.
- Це ротовий приголосний, тобто повітря виходить крізь рот.

- Це центральний приголосний, тобто повітря проходить над центральною частиною язика, а не по боках.

- Механізм передачі повітря — егресивний легеневий, тобто під час артикуляції повітря виштовхується крізь голосовий тракт з легенів, а не з гортані, чи з рота.

## Поширення
| Мова       | Мова           | Слово | МФА       | Значення  | Примітки                                                       |
| ---------- | -------------- | ----- | --------- | --------- | -------------------------------------------------------------- |
| Бірманська | Бірманська     | အညာသား   | [ʔəɲàd̪͡ðá] | 'великий' | Часта вимова фонеми /ð/.                                       |
| Англійська | Ірландська     | they  | [d̪͡ðeɪ̯]    | 'вони'    | Відповідає [ð] в інших діалектах; також може бути [d̪].         |
| Англійська | Нью-Йорк       | they  | [d̪͡ðeɪ̯]    | 'вони'    | Відповідає [ð] в інших діалектах; також може бути [d̪] або [ð]. |
| Англійська | Новозеландська | they  | [d̪͡ðæe̯]    | 'вони'    | Можлива вимова /ð/.                                            |